# Gruczolak wątrobowokomórkowy
Gruczolak wątrobowokomórkowy (łac. adenoma hepatocellulare) – łagodny nowotwór wątroby, występujący głównie u kobiet stosujących doustną antykoncepcję hormonalną, zbudowany z hepatocytów. Może ulegać zezłośliwieniu.

## Epidemiologia i etiologia
Choroba występuje około 9 razy częściej u kobiet, co związane jest ze stosowaniem estrogenów. Częstość występowania u kobiet w wieku od 15 do 45 lat waha się od około 1 przypadku na milion u kobiet niestosujących doustnych leków antykoncepcyjnych do 30–40 przypadków na milion kobiet stosujących długo tę terapię.
Ryzyko wystąpienia gruczolaków wątrobowokomórkowych u kobiet zwiększają estrogeny (ryzyko jest zależne od dawki). U mężczyzn opisywano gruczolaki w przypadku stosowania androgenów anabolicznych. Liczne gruczolaki (powyżej dziesięciu w prawidłowej wątrobie), opisywane jako gruczolakowatość, występują u pacjentów z niektórymi rodzajami glikogenozy. Również chorzy z cukrzycą mają częściej stwierdzane gruczolaki wątrobowokomórkowe.

## Objawy i przebieg choroby
Choroba może przebiegać bez objawów, a zmiany w  wątrobie wykrywane są przypadkowo w czasie badań okresowych lub wykonywanych z innej przyczyny. Niekiedy chorzy odczuwają ból brzucha związany z dużym rozmiarem guza lub krwawieniem z niego. Krwotoki z gruczolaków występują u około 1/4 chorych. W badaniu przedmiotowym najczęstszym odchyleniem jest wyczuwalny palpacyjnie guz w prawym podżebrzu.
Pojedyncze gruczolaki rzadko ulegają przemianie do nowotworu złośliwego, natomiast w przebiegu gruczolakowatości u chorych z glikogenozą zezłośliwienie zmian występuje częściej. Częstość przemiany złośliwej wynosi 8–13%. Gruczolaki związane ze stosowaniem środków antykoncepcyjnych częściej powikłane są krwawieniem lub rozerwaniem.

## Diagnostyka
W badaniach laboratoryjnych krwi, jeśli guz powoduje ucisk na drogi żółciowe, stwierdza się czasem podwyższone parametry cholestazy. W badaniu ultrasonograficznym jamy brzusznej gruczolaki są zmianami zazwyczaj hiperechogenicznymi (choć mogą być o różnej echogeniczności), bywają niejednorodne i mogą zawierać zwapnienia. W dopplerowskim badaniu ultrasonograficznym charakterystyczny jest sygnał żylny. W badaniu tomokomputerowym bez kontrastu gruczolak jest hipodensyjny, dobrze odgraniczony od otoczenia. Po podaniu kontrastu zmiana szybko się wysyca we wczesnej fazie tętniczej w kierunku od obwodu do wewnątrz, w fazie wrotnej gruczolak jest izodensyjny. Zmiany mogą być również widoczne w badaniu metodą rezonansu magnetycznego i scyntygrafii. Z kolei angiografia może być przydatna w przypadku krwawienia z guza. Badania obrazowe zazwyczaj wystarczają do rozpoznania choroby. Biopsja zmiany nie jest zalecana ze względu na ryzyko krwawienia. Ostateczne potwierdzenie rozpoznania uzyskuje się po badaniu histopatologicznym wyciętej w całości zmiany.

## Leczenie
Konieczne jest leczenie operacyjne guzów o średnicy powyżej 3 cm (według innych źródeł 4 cm). Jeśli nie ma przeciwwskazań, zaleca się również usunięcie mniejszych zmian. Zazwyczaj dąży się do oszczędnych zabiegów operacyjnych. Niekiedy zaprzestanie przyjmowania leków antykoncepcyjnych prowadzi do regresji zmian. Pacjentki, u których zdiagnozowano gruczolaka, nie mogą stosować leków antykoncepcyjnych nawet w przypadku operacyjnego usunięcia zmiany.